# Chow Chow
Chow Chow er en hunderace som stammer fra Kina, hvor den kaldes Songshi Quan (鬆獅犬 Pinyin: sōngshī quǎn), som direkte oversat betyder "oppustet-løve hund". Hunderacen har haft navnet Tang Quan, "Tang-dynastiets-hund". Den er nok mest kendt for sin blå tunge og store løse pels.

## Oprindelse og alder
Det er en meget gammel race som oprindelig blev avlet som vagt- og jagthund. Man har antaget at den oprindeligt stammer fra Mongoliet. Kineserne hævder at have fundet referencer til racen så langt tilbage i tiden som det 11. århundrede f.Kr., beskrevet på linje med den hunden vi kender i dag (inkluderet den blå tunge). Det er desuden kendt at både mongolerne, hunnerne og tatarer benyttet disse hundene under sine mange krige. Et videnskabeligt studie publiceret i Science den 21. maj 2004 støtter klart at chow-chow tilhører en af vore ældste hunderacer, herunder en oprindelse i antikken eller tidligere. Den er desuden en af de racer som er nærmest beslægtet med ulv, blandt andet sammen med urhundtyper som shiba inu, akita og basenji. Racen er desuden nært beslægtet med shar pei, sandsynligvis som stamfader.
- De forskellige Chow Chow farver
- Cream.
- Fawn.
- Rød.
- Blå.
- Sort